# Polystichtis maeon
Polystichtis maeon är en fjärilsart som beskrevs av Frederick DuCane Godman 1903. Polystichtis maeon ingår i släktet Polystichtis och familjen Riodinidae. Inga underarter finns listade i Catalogue of Life.